# Krušovice (ort i Tjeckien)
Krušovice är en ort i Tjeckien.   Den ligger i regionen Mellersta Böhmen, i den nordvästra delen av landet, 50 km väster om huvudstaden Prag. Krušovice ligger 399 meter över havet och antalet invånare är 576.
Terrängen runt Krušovice är huvudsakligen platt, men norrut är den kuperad. Runt Krušovice är det ganska tätbefolkat, med 58 invånare per kvadratkilometer. Närmaste större samhälle är Rakovník, 8,1 km söder om Krušovice. Trakten runt Krušovice består till största delen av jordbruksmark.